# Abdoul-Vakhed Validovitch Niyazov
 (août 2011).
Abdoul-Vakhed Niyazov   (en russe : Ниязов Абдул-Вахед Валидович), né le 23 avril 1969 à Omsk (Russie), est le président de l’Aile publique du Conseil des muftis de Russie (CMR) et le président du Centre culturel islamique de Russie (CCIR). 

## Biographie
Niyazov est diplômé de la faculté de gestion de l’université d'État des sciences humaines de Russie, puis de l’Académie d'administration publique et municipale auprès du président de la fédération de Russie.
Depuis avril 1991 et jusqu’à nos jours, il est le président du Centre culturel islamique de Russie et le président de l’Aile publique du Conseil des muftis de Russie.
Depuis février 1994, il est le vice-président du comité exécutif du Centre de coordination des Directions spirituelles des musulmans de Russie (CCDSMR).
Depuis mai 1995, il est le coprésident de l’Union des musulmans de Russie (UMR).
En automne 1998, il a été élu président du Conseil du mouvement politique public russe.
Membre du bloc électoral « Mouvement inter-régional Unité (Ours) », il est élu député de la Douma d'État de l'Assemblée fédérale de la fédération de Russie de la troisième convocation 19 décembre 1999. Il travaille alors comme vice-président du comité sur le règlement et l'organisation du travail. Il y fonde en mai 2001 une union parlementaire inter-fractions appelée Eurasie comprenant une vingtaine de députés.
Depuis août 2005, il est le vice-président du Conseil Européen Musulman.
Depuis septembre 2005, il est coprésident et ensuite membre du Conseil Fédéral politique du parti politique “Patriotes de Russie”
Depuis avril 2006, il est le vice-président du Festival international du cinéma musulman « Minbar d’or ».
En 2007, le Centre culturel islamique de Russie dirigé par M. Niyazov a obtenu le statut de l’Aile publique du Conseil des muftis de Russie.
Il a été décoré des médailles « Pour le Mérite au service militaire » du 2e degré, « Pour la construction de la Magistrale Baïkal-Amour ».
Il est marié, élève deux fils.

## Activité dans le cadre du Centre culturel islamique
Sous la direction de M. Niyazov, le CCIR menait un travail important avec des organes du pouvoir, avec des associations sociales, avec des médias de masse. Grâce au CCIR, les Jours de la culture musulmane de Russie sont devenus traditionnels, les premiers émissions musulmanes à la télévision russe «Toutes les sourates du Coran» et « Mille et un jour : encyclopédie de l’Islam » sont apparues.
Dans les années 1990, le CCIR contribuait activement à la création du système Khanja en Russie, à la construction plus de soixante-dix mosquées dans diverses régions du pays, participait à la formation de l’infrastructure d’instruction, contribuait à l’unification du clergé musulman au sein du CMR, sous la direction spirituelle duquel il travaille jusque maintenant.
En participant au développement du dialogue interconfessionnel et international, M. Niyazov a su assurer l’instauration des relations constructives avec les confessions principales en Russie et, avant tout, avec l'Église orthodoxe russe. Sous la direction de M. Niyazov, le CCIR a aussi établi de bons contacts avec le Vatican, le dalaï-lama et avec d’autres centres religieux mondiaux.
Depuis 20 derniers ans, M. Niyazov était initiateur des rencontres interconfessionnelles, des conférences et des tables rondes, il participait aux programmes de la collaboration intercommunale, aux programmes contre le terrorisme international, l’extrémisme, le nationalisme, l’islamophobie et la xénophobie croissantes, contribuait à la régulation de la situation en République tchétchène. Dans le début des années 1990, M. Niyazov en tant que chef du CCIR a lancé l’initiative d’adhésion de la Russie à l'Organisation de la Conférence islamique (OCI) ce qui a, selon lui, un intérêt non seulement stratégique, mais aussi économique pour la Russie.
Cette initiative a été largement approuvée par l’opinion publique musulmane du pays et, grâce à la bonne volonté du Président Vladimir Poutine, en juin 2005, la Russie a obtenu le statut d'observateur à l’OCI. Le CCIR défendait toujours la politique extérieure pluri-vectorielle de Russie, la coopération internationale de la Russie avec l’Orient tout comme avec l’Occident. 
Conformément à ce principe, il a été instauré une coopération constructive avec les plus grandes organisations musulmanes internationales dont l'Organisation de la Conférence islamique, la Ligue islamique mondiale, l'Association Mondiale pour l'Appel Islamique.
M. Niyazov aussi bien que le Centre dont il est le chef maintiennent toujours des contacts d’affaires avec la communauté musulmane dans plus de vingt pays européens et plus de quarante pays musulmans. Ces 19 derniers ans, le CCIR a mené une vingtaine de grandes conférences et forums internationaux, plusieurs dizaines de tables rondes, de symposiums et d’autres manifestations qui ont eu une grande résonance en Russie, aussi bien qu’à l’étranger.
L’année dernière, le CCIR dirigé par M. Niyazov a directement participé aux projets aussi significatifs pour la oumma russe comme l’organisation de la Conférence internationale « Russie – Monde islamique : partenariat au nom de la stabilité » en septembre 2009; l’élaboration de la conception de la Chaîne islamique dont le Président de la Russie Dmitri Medvedev a déclenché l’initiative de la création en 2009; la mise en œuvre du grand projet de l’unification des structures spirituelles centralisées des musulmans de Russie, qui a reçu la bénédiction de tous les leaders clé des musulmans russes – du chef du Conseil des muftis de Russie Ravil Gaïnoutdine, du chef de la Direction spirituelle centrale des musulmans (DSCM) Talgat Tadjouddine et du chef du Centre de coordination des musulmans du Caucase du nord (CCMCN) Ismaïl Berdiev.